# 邓元起
鄧元起（458年—505年），字仲居，南郡當陽人。
少年時即膂力過人。個性豪爽，好赈施。早年被聘為議曹從事史，轉任奉朝請。仕齐，为武宁（今荆门北）太守。中兴元年（501年），隨萧衍攻占夏口，萧衍对刘季连不放心，以邓元起为新除益州（治所设在四川成都）刺史，接替刘季连。次年萧衍称帝，封当阳县侯。萧衍下诏，命邓元起擔任都督征讨诸军事，增援汉中（陕西省汉中市）；此時晋寿（四川省广元市西南）陷落。邓元起回京（首都建康）。有一天，西昌侯萧渊藻要求邓元起留下良马，邓元起说：“年轻人，要马干什么？”萧渊藻借酒醉，斩邓元起。邓元起部下憤怒，包围成都城放声大哭。萧衍贬降萧渊藻為冠军将军。追赠邓元起“征西将军”，谥号忠侯。

## 延伸阅读
[在维基数据编辑]
 《梁書/卷10》，出自姚思廉《梁書》
 《南史·卷55》，出自李延壽《南史》